# Errazu
Errazu (en euskera y, oficialmente, Erratzu) es una localidad perteneciente al municipio de Baztán, en la Comunidad Foral de Navarra (España).

## Geografía
Errazu es una población enclavada en el valle de Baztán, que hace frontera con Francia con la localidad de Saint-Étienne-de-Baïgorry, a la que se llega después de atravesar el puerto de Izpegi por las carreteras  NA-2600  y la  D949 . Muy cerca de este pueblo nace el río Bidasoa, en el pico de Astaté, de la unión de las regatas Izpegui e Izauz.

## Lugares de interés
- Iglesia de San Pedro. Construida en sillería. Los primeros datos documentales datan de finales del siglo XVI. En 1727 fue ampliada. La torre y el pórtico datan de 1751. En 1913 fue gravemente afectada por inundaciones.[1]
- Palacio Apesteguia: edificio de la segunda mitad del siglo XVII. La fachada de sillar se articula en tres pisos separados por imposta plana.
- Casa Iriartea: es un edificio barroco del siglo XVIII. La fachada se estructura con un cuerpo central de tres niveles y dos torreones laterales de mayor altura.[2]
- Cascada de Xorroxin